# Digital Photography Review
Digital Photography Review (creado en noviembre de 1998) es un sitio web sobre cámaras digitales y fotografía digital. Presenta análisis de cámaras digitales, guías de compra, opiniones de usuarios y muy activos foros para cada cámara, así como de fotografía general. Tiene una amplia base de datos con información sobre cada cámara digital.
www.dpreview.com es uno de los 1.500 sitios web más visitados en Internet, según Alexa Internet. El propio medio declara que “actualmente, el sitio es un -si no el- excepcional sitio de fotografía digital con una audiencia de siete millones de visitantes únicos al mes que leen más de cien millones de páginas”.

## Propiedad
El 14 de mayo de 2007, Amazon.com adquirió Digital Photography Review. Anteriormente había sido registrado como sociedad limitada en Inglaterra y Gales.